# Svenska Cupen 2010
De Svenska Cupen 2010 was de 55ste editie van het nationale voetbalbekertoernooi van Zweden.
Het toernooi, dat middels een lente-herfstcompetitie werd gespeld, ving aan op 3 maart en eindigde op 13 november met de finale in het Söderstadion in Stockholm. Titelverdediger was AIK Fotboll uit Solna, Stockholm. Helsingborgs IF won voor de vierde keer de beker na 1941, 1998 en 2006. In de finale werd Hammarby IF met 1-0 verslagen.

## Deelname en opzet
Er namen dit jaar 88 clubs aan deel. Dit waren de zestien clubs uit de Allsvenskan (de hoogste divisie in Zweden), de zestien clubs uit de Superettan (de tweede divisie) en 56 clubs uit de lagere (district)divisies.
Het bekertoernooi omvatte dit jaar acht ronden welke door middel van het knock-outsysteem werd gespeeld.

## Uitslagen

### Voorronde
De wedstrijden werden tussen 3 en 24 maart gespeeld.
| Thuisclub       | Uitslag | Uitclub          |
| --------------- | ------- | ---------------- |
| Oskarshamns AIK | 9-0     | Tannefors IF     |
| Mariedals IK    | 3-1     | Fässbergs IF     |
| Akropolis IF    | 3-2     | Gamla Upsala SK  |
| IFK Klagshamn   | 1-0     | Kristianstads FF |
| FC Innerstan    | 2-3     | Myresjö IF       |
| Svedala IF      | 1-2     | IS Halmia        |
| IFK Uddevalla   | 1-2     | Holmalunds IF    |
| Karlstad BK     | 1-2     | Skövde AIK       |
| Lilla Edets IF  | 1-2     | Torslanda IK     |
| Vallentuna BK   | 0-1     | IK Frej          |
| Rynninge IK     | 0-1     | Värmbols FC      |
| Råå IF          | 2-4     | IFK Hässleholm   |
| Notvikens IK    | 1-3     | Umedalens IF     |

| Thuisclub         | Uitslag | Uitclub          |
| ----------------- | ------- | ---------------- |
| Matfors IF        | 0-2     | Friska Viljor FC |
| FC Gute           | 0-2     | Gröndals IK      |
| Kungsbacka IF     | 0-2     | Gunnilse IS      |
| IFK Falköping FF  | 0-2     | Norrby IF        |
| Åsebro IF         | 0-2     | Utsiktens BK     |
| Kvarnsvikens IK   | 2-5     | Sandvikens IK    |
| Ängby IF          | 2-5     | Värmdö IF        |
| Unik FK           | 1-4     | Huddiksvalls ABK |
| Kalmar AIK FK     | 1-4     | Sölvesborgs GoIF |
| Skärblacka IF     | 0-3     | Nyköpings BIS    |
| Lilla Träslövs FF | 1-5     | Ramlösa Södra FF |
| Sörskogens IF     | 0-4     | Enskede IK       |
| Morön BK          | 0-7     | Bodens BK        |

### Eerste ronde
De wedstrijden werden tussen 18 en 31 maart gespeeld.
| Thuisclub        | Uitslag | Uitclub             |
| ---------------- | ------- | ------------------- |
| Umedalens IF     | 4-0     | Bodens BK           |
| Värmbols FC      | 2-0     | Carlstad United BK  |
| Värmdö IF        | 3-2     | Vasalunds IF        |
| Oskarshamns AIK  | 2-1     | Tenhults IF         |
| Friska Viljor FC | 1-6     | Östersunds FK       |
| Mariedals IK     | 0-4     | Utsiktens BK        |
| IK Frej          | 0-4     | Västerås SK         |
| Nyköpings BIS    | 2-5     | BK Forward Örebro   |
| Sandvikens IK    | 4-6     | Dalkurd FF          |
| Ramlösa Södra FF | 4-6     | FC Rosengård        |
| Norrby IF        | 1-3     | Jönköpings Södra IF |
| IFK Klagshamn    | 1-3     | IF Limhamn Bunkeflo |

| Thuisclub        | Uitslag | Uitclub             |
| ---------------- | ------- | ------------------- |
| Myresjö IF       | 1-3     | IFK Norrköping      |
| Gröndals IK      | 1-3     | FC Väsby United     |
| Sölvesborgs GoIF | 0-2     | Östers IF           |
| Huddiksvalls ABK | 0-2     | IK Sirius FK        |
| Enskede IK       | 0-2     | Valsta Syrianska IK |
| Skövde AIK       | 4-5     | Degerfors IF        |
| Akropolis IF     | 2-3     | Hammarby Talang FF  |
| Gunnilse IS      | 1-2     | Ljungskile SK       |
| Torslanda IK     | 1-2     | Qviding FIF         |
| IS Halmia        | 0-1     | Lunds BK            |
| Holmalunds IF    | 0-1     | FC Trollhättan      |
| IFK Hässleholm   | 0-1     | IFK Värnamo         |

### Tweede ronde
De wedstrijden werden tussen 7 en 22 april gespeeld.
| Thuisclub           | Uitslag | Uitclub              |
| ------------------- | ------- | -------------------- |
| Hammarby Talang FF  | 1-0     | Assyriska Föreningen |
| IF Limhamn Bunkeflo | 1-0     | Landskrona BoIS      |
| Umedalens IF        | 1-7     | Östersunds FK        |
| Lunds BK            | 1-5     | Falkenbergs FF       |
| BK Forward Örebro   | 1-4     | Degerfors IF         |
| Oskarshamns AIK     | 1-4     | Östers IF            |
| Dalkurd FF          | 1-4 nv  | FC Väsby United      |
| Värmbols FC         | 2-3     | Jönköpings Södra IF  |

| Thuisclub           | Uitslag | Uitclub        |
| ------------------- | ------- | -------------- |
| IK Sirius FK        | 2-3     | GIF Sundsvall  |
| Utsiktens BK        | 2-3     | FC Trollhättan |
| Qviding FIF         | 1-2     | Ljungskile SK  |
| Västerås SK         | 1-2     | IFK Norrköping |
| Valsta Syrianska IK | 1-2     | Syrianska FC   |
| FC Rosengård        | 2-3 nv  | Ängelholms FF  |
| Värmdö IF           | 2-3 nv  | Hammarby IF    |
| IFK Värnamo         | 1-2 nv  | Örgryte IS     |

### Derde ronde
De wedstrijden werden tussen 18 mei en 3 juni gespeeld.
| Thuisclub           | Uitslag | Uitclub           |
| ------------------- | ------- | ----------------- |
| Hammarby IF         | 3-1     | Trelleborgs FF    |
| Ljungskile SK       | 2-0     | Djurgårdens IF    |
| Jönköpings Södra IF | 2-1 nv  | Åtvidabergs FF    |
| Ängelholms FF       | 1-0     | Halmstads BK      |
| Östersunds FK       | 0-5     | BK Häcken         |
| Falkenbergs FF      | 0-3     | IF Brommapojkarna |
| FC Trollhättan      | 0-3     | Kalmar FF         |
| Hammarby Talang FF  | 1-3     | Helsingborgs IF   |

| Thuisclub           | Uitslag | Uitclub       |
| ------------------- | ------- | ------------- |
| Degerfors IF        | 0-2     | IF Elfsborg   |
| FC Väsby United     | 0-2     | IFK Göteborg  |
| IFK Norrköping      | 0-2 nv  | Örebro SK     |
| Östers IF           | 1-3 nv  | AIK Stockholm |
| Örgryte IS          | 0-1     | Gefle IF      |
| IF Limhamn Bunkeflo | 0-1     | Mjällby AIF   |
| GIF Sundsvall       | 1-2 nv  | GAIS Göteborg |
| Syrianska FC        | 0-1 nv  | Malmö FF      |

### Vierde ronde
De wedstrijden werden tussen 27 juni en 5 juli gespeeld.
| Thuisclub       | Uitslag      | Uitclub           |
| --------------- | ------------ | ----------------- |
| Mjällby AIF     | 4-1          | Malmö FF          |
| Hammarby IF     | 3-1          | IF Elfsborg       |
| Helsingborgs IF | 2-1          | BK Häcken         |
| GAIS Göteborg   | 0-0 ns (3-4) | IF Brommapojkarna |

| Thuisclub           | Uitslag      | Uitclub       |
| ------------------- | ------------ | ------------- |
| Jönköpings Södra IF | 0-2          | Örebro SK     |
| Ljungskile SK       | 0-1          | Gefle IF      |
| IFK Göteborg        | 3-4 <smal>nv | Kalmar FF     |
| Ängelholms FF       | 1-2 nv       | AIK Stockholm |

### Kwartfinale
|                   |                |         |                 |                                                                                 |
| 9 juli 2010 17:00 | AIK            | 1–1 nv  | Helsingborgs IF | Råsunda stadion, Solna Toeschouwers: 5,000 Scheidsrechter: Martin Strömbergsson |
| 9 juli 2010 17:00 | Ljubojevic 33' | Verslag | Lindström 41'   | Råsunda stadion, Solna Toeschouwers: 5,000 Scheidsrechter: Martin Strömbergsson |

|                                        |     | strafschoppen                               |  |
| Johansson Danielsson Pavey Flávio Atta | 3–4 | Lindström Nilsson Makondele Gashi Andersson |  |

|                    |           |         |                                         |                                                                      |
| 10 juli 2010 17:00 | Örebro SK | 0–3     | Mjällby AIF                             | Behrn Arena, Örebro Toeschouwers: 1,856 Scheidsrechter: Johan Hamlin |
| 10 juli 2010 17:00 |           | Verslag | Nicklasson 9' El Kabir 89' Gitselov 90' | Behrn Arena, Örebro Toeschouwers: 1,856 Scheidsrechter: Johan Hamlin |

|                    |                                          |         |            |                                                                          |
| 11 juli 2010 17:00 | Kalmar FF                                | 3–1 nv  | Gefle IF   | Fredriksskans, Kalmar Toeschouwers: 1,235 Scheidsrechter: Martin Hansson |
| 11 juli 2010 17:00 | Santos 31' Rydström 105' Bertilsson 110' | Verslag | Lantto 15' | Fredriksskans, Kalmar Toeschouwers: 1,235 Scheidsrechter: Martin Hansson |

|                    |                                       |         |                    |                                                                           |
| 21 juli 2010 19:00 | Hammarby IF                           | 2–2 nv  | IF Brommapojkarna  | Söderstadion, Stockholm Toeschouwers: 5.247 Scheidsrechter: Magnus Ahlsén |
| 21 juli 2010 19:00 | Castro-Tello 23' (pen.) Hallenius 45' | verslag | Segerström 13' 81' | Söderstadion, Stockholm Toeschouwers: 5.247 Scheidsrechter: Magnus Ahlsén |

|                                                      |     | strafschoppen                                               |  |
| Monteiro Castro-Tello Hallenius Sema Törnstrand Helg | 5-4 | Runnemo Segerström Piñones-Arce Aryanci Stefanidis Petrović |  |

### Halve finale
|                       |                                 |         |                               |                                                                             |
| 27 oktober 2010 19:00 | Hammarby IF                     | 2–2 nv  | Kalmar FF                     | Söderstadion, Stockholm Toeschouwers: 6,728 Scheidsrechter: Tobias Mattsson |
| 27 oktober 2010 19:00 | Törnstrand 26' Castro-Tello 43' | Verslag | Sobralense 76' Israelsson 83' | Söderstadion, Stockholm Toeschouwers: 6,728 Scheidsrechter: Tobias Mattsson |

|                                                    |     | strafschoppen                                          |  |
| Dahl Castro-Tello Malke Sema Törnstrand Gustafsson | 4–3 | Rydström Vieira Sacramento Sobralense Ålander Arajuuri |  |

|                       |                           |         |             |                                                                                 |
| 28 oktober 2010 19:00 | Helsingborgs IF           | 2–0     | Mjällby AIF | Olympiastadion, Helsingborg Toeschouwers: 4,466 Scheidsrechter: Michael Lerjéus |
| 28 oktober 2010 19:00 | Sundin 63' Holgersson 78' | Verslag |             | Olympiastadion, Helsingborg Toeschouwers: 4,466 Scheidsrechter: Michael Lerjéus |

### Finale
|                        |             |                    |                 |                                                                                |
| 13 november 2010 16:00 | Hammarby IF | 0–1                | Helsingborgs IF | Söderstadion, Stockholm Toeschouwers: 12.357 Scheidsrechter: Daniel Stålhammar |
| 13 november 2010 16:00 |             | 80' Rasmus Jönsson |                 | Söderstadion, Stockholm Toeschouwers: 12.357 Scheidsrechter: Daniel Stålhammar |